# 전역 정보 네트워크 아키텍처
전역 정보 네트워크 아키텍처(Global Information Network Architecture™ (GINA™)는 새로운 형태의 전역 정보 그리드로, 미국의 방어와 더불어 네트워크 중심 작전에 맞게 설계된 새로운 컴퓨터 모델이다. 이 프로젝트는 또한 "네트워크상의 비즈니스 데이터 관리 시스템"(Network Aware Business Data Management System, NABDMS)로 불리기도 했으며 이 모델링 환경이 전역 정보 네트워크 아키텍처로 발전되었다.
전역 정보 네트워크 아키텍처 환경은 시스템 퓨전 네트워크(System Fusion Networks)의 하이 레벨 아키텍처으로 이용할 수 있도록 상호이용할 수 있으며 또한 다중 레벨 보안 엔진을 자체적으로 포함하고 있다. 전역 정보 네트워크 아키텍처는 벡터 관계형 데이터 모델링을 사용하고 있으며, 또한 여럿 소프트웨어 어플리케이션에서 선형으로 비 알고리즘 집약적인 애플리케이션을 표현할 수 있다. 전역 정보 네트워크 아키텍처는 모델들을 제어하고 포함하여 엔터프라이즈 시스템과 같은 정보 시스템에서 하드 코드된 정보를 잘 수행할 수 있으며, 이 정보를 합치거나 혹은 정보를 공유할 수 있다.

## 사용처
- 지휘 및 통제(C2)
- C4ISTAR
- 다중 레벨 네트워크의 고유 보안
- 기업 솔루션을 확장하여 실행가능
- 클라우드 기반 디지털 아티팩트 관리 (문서, 비디오, 코드등의 클라우드 라이브러리)etc.)
- 액티브 사이버 방어/공격 어플리케이션
- 추론 및 학습
- 학습 전달 (다른 도메인 어플리케이션간 동일 특성을 보여주는 모델)